# Lauritz Albrecht
Lauritz Albrecht (auch: Laurentz Albrecht, * unbekannt; † vor dem 5. Oktober 1605 in Lübeck) war ein deutscher Buchhändler, Drucker und Verleger der Frühen Neuzeit.

## Leben
Die Umstände der Herkunft und der frühe Lebensweg Albrechts sind nicht bekannt. Urkundlich belegt ist sein Erwerb des Lübschen Bürgerrechts 1579. Etwa von diesem Zeitpunkt an betrieb er in Lübeck seine Buchhandlung, ab 1586 wohl im eigenen Haus in der Breiten Straße 7. Sein umfangreicher Buchhandel wurde durch Sortimentsverzeichnisse in Form gedruckter Kataloge der Jahre 1591 und 1599 unterstrichen. 1599 ist ein weiterer Laden in Rostock nachgewiesen. Geografisch war Albrecht mit Veröffentlichungen in skandinavischen Sprachen im gesamten Ostseeraum präsent. In Deutschland ist er beispielsweise als Teilnehmer der Frankfurter Messe nachgewiesen.
Seit 1585 betätigte Lauritz Albrecht sich auch als Verleger und druckte zunächst, da der Markt für Buchdrucker in Lübeck inzwischen durch die Zulassung von nur zwei Ratsdruckern reglementiert war, bei Asswerus Kröger, der neben dem Druckhaus Johann Balhorns über eine solche Ratskonzession verfügte. Außerhalb Lübecks ließ Albrecht bei Stephan Möllemann in Rostock drucken. Aus Lübecker Ratsakten lassen sich die Anstrengungen Albrechts herauslesen, selbst in den Besitz einer Drucklizenz zu gelangen. Dagegen wandte sich vor allem beim Rat Klage führend Asswerus Kröger. 1592 versuchte Albrecht die Gründung einer Druckerei im nahen Ratzeburg, wohl um Transportkosten zwischen Lübeck und den von ihm frequentierten Druckereien in Rostock, Barth sowie Greifswald einzusparen. 1599 richtete Albrecht, vermutlich in Zusammenarbeit mit dem vormaligen Drucker der 1582 begründeten Fürstlichen Hofdruckerei Herzog Bogislaws XIII. in Barth Hans Witte, in Lübeck aufgrund eines ihm zuteil gewordenen Ratsprivilegs eine eigene Druckerei ein.
Kurz vor seinem Tod versuchte Albrecht 1603 auch noch die Universitätsdruckerei in Rostock zu übernehmen, was jedoch nicht gelang. Seine Erben führten das Geschäft nach seinem Tod zunächst bis 1612 in ungeteilter Erbengemeinschaft fort. Dann übernahm sein Schwiegersohn, der aus Schlesien stammende Samuel Jauch, die Geschäfte, indem er die Erben mit 1200 Mark lübisch auszahlte.
Lauritz Albrecht gilt als Begründer des heute (2010) nach wie vor bestehenden Verlagshauses Schmidt-Römhild in Lübeck.